# Nguyễn Khánh Toàn (thượng tướng)
Nguyễn Khánh Toàn (sinh năm 1945) là một tướng lĩnh Công an nhân dân Việt Nam, hàm Thượng tướng. Ông từng giữ chức Thứ trưởng Thường trực Bộ Công an Việt Nam, Phó Bí thư Đảng ủy Công an Trung ương, Đại biểu Quốc hội khóa XI.

## Tiểu sử
Ông sinh ngày 15 tháng 7 năm 1945, quê quán tại xã Hải Tân, huyện Hải Lăng, tỉnh Quảng Trị. Ông được kết nạp đảng Nhân dân Cách mạng Việt Nam chính thức ngày 27 tháng 7 năm 1967, từng là một trong những sĩ quan an ninh tham gia bộ phận K4/2 trong chuyên án CM-12. Trước khi nghỉ hưu vào ngày 1 tháng 4 năm 2011, ông từng là Ủy viên Ban Chấp hành Trung ương Đảng Cộng sản Việt Nam khoá VIII, IX; X, Phó Bí thư Đảng ủy Công an Trung ương, Thứ trưởng Thường trực Bộ Công an Việt Nam, hàm Thượng tướng Công an nhân dân.
Ông cũng là một Tiến sĩ Luật, Đại biểu Quốc hội khóa XI.
Ông lập gia đình với bà Phan Gia Liên, đại tá Công an nhân dân, con gái của nguyên phó Thủ tướng Phan Trọng Tuệ. Ông có người con dâu là nghệ sĩ múa Đặng Linh Nga.

## Tranh cãi
Sau sự kiện blogger cogaidolong (Nhà báo Hương Trà) bị bắt, đã dấy lên dư luận hồ nghi về sự lạm quyền của ông và vợ (bà Phan Gia Liên - con gái của Phan Trọng Tuệ), cũng như lối sống buông thả của người con trai ông (Nguyễn Khánh Trọng).